# Bernard Llong
Pas d'image ? Cliquez ici

a Compétitions nationales et continentales officielles uniquement.

b Matchs officiels uniquement.
Bernard Llong, né le 13 avril 1967 à Perpignan, est un joueur français de rugby à XIII évoluant au poste de pilier ou de deuxième ligne dans les années 1980 et 1990.
Formé à Ille, il intègre très jeune le XIII Catalan où il y fait l'essentiel de sa carrière hormis une parenthèse à Carcassonne où il y remporte le Championnat de France en 1992. En terre catalan, il remporte également le Championnat de France en 1994 et la Coupe de France en 1997. Il compte par ailleurs dix sélections en équipe de France entre 1992 et 1995 prenant part à une rencontre de la Coupe du monde.

## Palmarès
- Collectif :
  - Vainqueur du Championnat de France : 1992 (Carcassonne) et 1994 (XIII Catalan).
  - Vainqueur de la Coupe de France : 1997 (XIII Catalan).
  - Finaliste du Championnat de France : 1986, 1988 et 1993 (XIII Catalan).
  - Finaliste de la Coupe de France : 1994 (XIII Catalan).

### Détails en sélection
| 1.  | 16 février 1992  | Grande-Bretagne           | 12-30 | Test-match     | Pilier         | - | - | - | - |
| 2.  | 7 mars 1992      | Grande-Bretagne           | 0-36  | Coupe du monde | Deuxième ligne | - | - | - | - |
| 3.  | 13 décembre 1992 | Pays de Galles            | 18-19 | Test-match     | Pilier         | - | - | - | - |
| 4.  | 21 novembre 1993 | Nouvelle-Zélande          | 11-36 | Test-match     | Pilier         | 4 | 1 | - | - |
| 5.  | 4 mars 1994      | Pays de Galles            | 12-13 | Test-match     | Pilier         | - | - | - | - |
| 6.  | 20 mars 1994     | Grande-Bretagne           | 4-12  | Test-match     | Pilier         | - | - | - | - |
| 7.  | 26 juin 1994     | Papouasie-Nouvelle-Guinée | 22-29 | Test-match     | Pilier         | 4 | 1 | - | - |
| 8.  | 6 juillet 1994   | Australie                 | 0-58  | Test-match     | Pilier         | - | - | - | - |
| 9.  | 9 juillet 1994   | Fidji                     | 12-20 | Test-match     | Pilier         | - | - | - | - |
| 10. | 5 mars 1995      | Pays de Galles            | 10-22 | Coupe d'Europe | Pilier         | 4 | 1 | - | - |